# Place du Dam
Pour les articles homonymes, voir Dam.
La place du Dam,, en abrégé le Dam (De Dam en néerlandais), est la principale place de la capitale néerlandaise Amsterdam. Ses remarquables bâtiments en font l'un des endroits les plus connus et importants de la ville. Elle est située en son centre historique, dans l'arrondissement Centrum, à environ 750 mètres au sud de la place de la Gare. Les deux places sont jointes par le Damrak et l'axe continue vers la place de la Monnaie (Muntplein) par le Rokin.

## Histoire

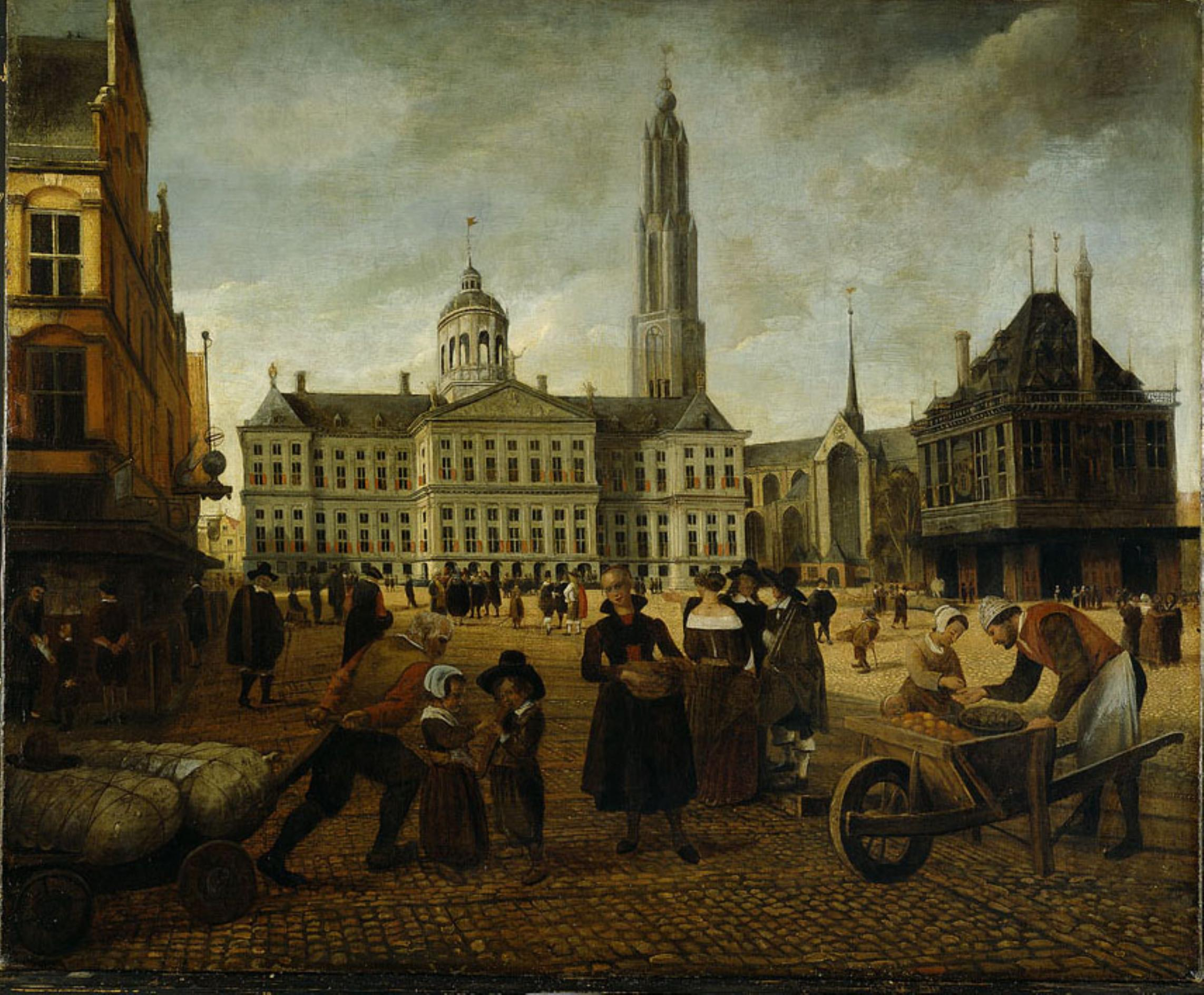
Peinture du Dam au XVII.

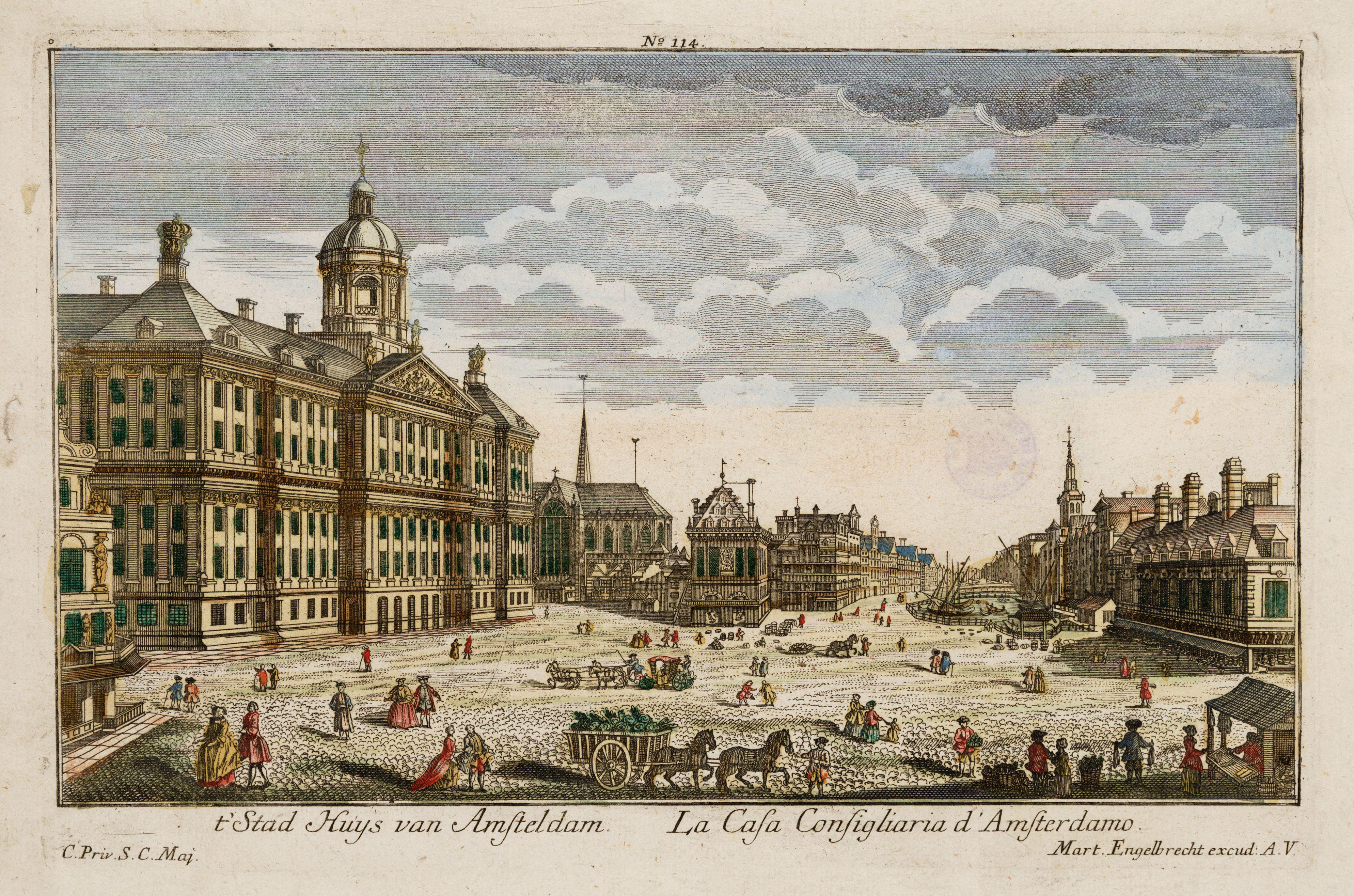
La place du Dam au XVIII.

À l'endroit de l'actuelle place du Dam est construit autour entre 1265 et 1275, sur décision du comte de Hollande Florent V, le barrage (dam) couplé à un pont lui-même exempt de péage, traversant le cours inférieur de l'Amstel, formé alors par le Damrak et le Rokin, qui est à l'origine de la ville. Le Damrak, la partie en aval du barrage, constitue le premier port d'Amsterdam, tandis que le Rokin forme alors la partie amont. Ils sont tous deux en partie comblés au XIXe et XXe siècles et donnent ainsi leurs noms à deux célèbres artères de la capitale.

## Géographie
Le Dam est à peu près de forme rectangulaire, s'étendant sur environ 200 mètres de l'ouest à l'est et à environ 100 mètres du nord au sud. Il est aussi le point de convergence de plusieurs rues semi ou entièrement piétonnes très empruntées : la Nieuwendijk, Kalverstraat et Damstraat. Sur l'extrémité ouest de la place se trouve le néoclassique Palais royal d'Amsterdam (Paleis op de Dam), qui sert comme hôtel de ville de 1655 jusqu'à sa conversion en une résidence en 1808, ainsi que la Nieuwe Kerk qui se trouve à proximité.
Le monument national sur le Dam (Nationaal Monument op de Dam), un pilier de pierre blanche conçu par Jacob Oud et érigé en 1956 à la mémoire des victimes de la Seconde Guerre mondiale, domine l'autre côté de la place, à côté duquel se trouve le NH Grand Hotel Krasnapolsky et le grand magasin haut de gamme De Bijenkorf. La plus grande cérémonie de la journée nationale du Souvenir se tient sur cette place tous les 4 mai, elle réunit environ 20 000 personnes. Ces différentes attractions font de la place du Dam une zone touristique. Sur le côté sud se trouve également le Madame Tussauds d'Amsterdam.

Vue à 360 degrés de la place du Dam, en 2008.